# Европейска философия
Европейска философия (срещано като континенталната философия в САЩ и Великобритания, двете значения са еквивалентни ) е название за философията, обхващаща периода от 19 век до днешни дни в Европа , понякога възприемана като посткантианска европейска философия. Европейската философия обикновено е разглеждана като този дял от философията, който е правен от европейските философи, за разлика от аналитичната философия (САЩ и Англия). Тук разграничението е предимно географско, но тъй като се приема, че англо-американската философия в доминиращата си част е аналитична, това позволява на една макар по-малка част от британските например автори, или дори американските, които не принадлежат на аналитичната традиция да бъдат причислявани към континенталната .
Eвропейската философия включва следните течения: германски идеализъм, феноменология, екзистенциализъм (и неговите предшественици – някои от философските съждения у Киркегор и Ницше), херменевтика, структурализъм, постструктурализъм, критическа теория и френски феминизъм, Франкфуртска школа, както и някои други клонове на западноевропейския марксизъм .

## История на понятието

### Изучаване на европейската философия в България
Изследванията и изучаването на европейска философия в България често е част от програмите по европеистика .

### Англо-американска философия
Разговорно и неофициално, в Англия наричат Европа континента, а понятието за континентална философия става популярно към и след средата на 20 век, когато словосъчетанието започва да се употребява в САЩ особено по линия на това, че двете философски течения, европейската континентална философия и аналитичната, стават напълно различни  и дори ирелевантни едно на друго . Терминът континентална философия не се използва за самоидентифициране от европейски философи, а различията между двата типа школи понякога предизвикват полемики, например:
Eдин известен дебат между Жак Дерида (континентален философ) и Джон Сърл (аналитичен) приключва с това, че Сърл обвинява Дерида в „обскурантизъм“, а Дерида осмива Сърл като „повърхностен“.
Този дебат се случва в края на 70-те години на 20 век .
Терминът (и неговото приблизително значение) могат да бъдат открити поне през 1840 в есето на Джон Стюарт Мил върху Колридж, където Мил прави контраст между повлияната от Кант мисъл в „континенталната философия“ и „континенталните философи“ с английски емпирицизъм на Джереми Бентам и 18 век като цяло. Тази идея придобива известност в ранните 1900, когато фигури като Бъртранд Ръсел и Джордж Едуард Мур предлагат и развиват виждането за философията, като тясно свързана с естествените науки и прогресираща чрез логическия анализ. Тази традиция, която ще стане известна като аналитична философия, става доминираща във Великобритания и Америка от близо 1930 нататък. Ръсел и Мур отхвърлят хегелианството и близките до него философии, което става отличителен белег на тяхното философско движение.